# Sabia javanica
Sabia javanica är en tvåhjärtbladig växtart som först beskrevs av Bi., och fick sitt nu gällande namn av Back. och Chen. Sabia javanica ingår i släktet Sabia och familjen Sabiaceae. Inga underarter finns listade.